# Camões Lendo «Os Lusíadas» aos Frades de São Domingos (António Carneiro)
Camões Lendo "Os Lusíadas" aos Frades de São Domingos é uma pintura a óleo sobre tela datada de 1927 do artista português da corrente do simbolismo António Carneiro (1872-1930), obra que pertence à Casa-oficina António Carneiro.
Camões Lendo "Os Lusíadas" aos Frades de São Domingos foi uma das obras finais de António Carneiro, em duas versões de pintura, sendo simultaneamente retrato, ao retratar muitos dos seus amigos e o seu filho Cláudio Carneyro que encarnou a figura de Luís de Camões, e pintura de história e de religião. Para António Carneiro, que fez parte do grupo Renascença Portuguesa e foi director artístico da revista A Águia, de que Teixeira de Pascoais era director literário, a saudade era um conceito renovador da consciência nacional e dos seus valores, enquadrando-se esta pintura nessa visão.
A pintura representa a provável apresentação por Luís de Camões do seu poema épico aos censores da Inquisição, como era obrigatório na época, para permitir a sua primeira impressão em 1572, e dado que os membros deste Tribunal eram recrutados na congregação dos Dominicanos, daí o título da obra.

## Descrição e história
A primeira abordagem de António Carneiro ao tema consistiu na ilustração do poema musicado Virtudes e Heroísmos Lusíadas com poesia de Oliveira Cabral e música de Estefânia Cabreira publicado em 1925. Tendo sido seduzido pelo episódio, António Carneiro criou depois duas versões de Camões Lendo "Os Lusíadas" aos Frades de São Domingos, em 1927 e 1929, tendo esta última (imagem seguinte), de maiores dimensões e em que figuram vinte e dois frades e Luís de Camões tem uma maior centralidade, sido apresentada e ficado no Brasil, actualmente na Pinacoteca do Estado de São Paulo.

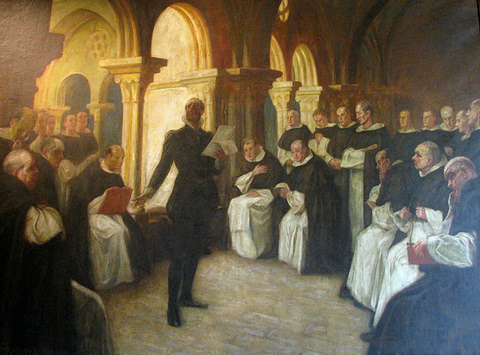
Camões Lendo "Os Lusíadas" aos Frades de São Domingos (1929), de António Carneiro, atualmente na Pinacoteca do Estado de São Paulo

A pintura Camões Lendo "Os Lusíadas" aos Frades de São Domingos que está (e sempre esteve) na Casa-Oficina António Carneiro, apresenta dez frades dominicanos a escutar atentamente Camões que tem à sua beira um banquinho onde pousa parte do manuscrito.
Apesar de ser improvável que a apresentação de Os Lusíadas aos censores tenha ocorrido no Norte, António Carneiro usou o claustro gótico da Sé do Porto como cenário de enquadramento da cena.
Em cada um dos dez frades da obra que está na sua Casa-oficina, António Carneiro representa o rosto de amigos seus que eram ao mesmo tempo personalidades reconhecidas do meio cultural portuense, entre escritores, músicos, arquitectos, sendo a seguinte a identificação dos rostos dos frades e do próprio Camões, a contar da esquerda para a direita do espectador: Armando Cruz (de pé), Joaquim Freitas Gonçalves (escritor, sentado), Carlos Ramos (de pé), Joaquim da Costa Carregal (de pé), Cláudio Carneyro (músico, filho ao autor), na figura de Camões, Visconde de Vila Moura (escritor, de pé), António Queiroz (sentado), Joaquim Teixeira Bastos (de pé e de perfil), Guilherme Faria (sentado, quase de costas), Luís Costa (de pé) e por fim e de novo Cláudio Carneyro.
António Carneiro elaborou uma grande número de estudos preparatórios, de conjunto e de pormenor, o que comprova o interesse e tempo que dedicou a este projecto, e o facto de haver duas versões permite deduzir a sua dedicação a este tema.

## Apreciação
José-Augusto França considerou em 1973 que António Carneiro revelou nas duas versões da obra um gosto de retratista ao serviço de uma ideia.
Segundo Laura Castro, o episódio histórico sofreu uma série de metamorfoses ao ser tratado por António Carneiro, que se cativou por ele, tendo através dele prestado uma homenagem à sociedade portuense do seu tempo, misturando retrato, história e símbolo, de que resultou uma obra distanciada das obras de José Malhoa e de Columbano (em Camões e as Tágides) sobre a temática camoniana, tendo esta pintura um lugar destacado na obra do seu autor, não tanto pela execução plástica que se mantém num registo académico, mas pela concepção global, num cruzamento de géneros, evidenciando o gosto pelo retrato.
Para Maria Margarida Marques Matias, Camões Lendo "Os Lusíadas" aos Frades de São Domingos é duplamente interessante, não só porque António Carneiro retratou muitos dos seus amigos e um filho, como a integrou num contexto histórico e alegórico, representando Camões a alegoria dos valores portugueses, e a sua saudade um conceito renovador de uma consciência nacional e dos seus valores, à maneira dos simbolistas.

### Ligação externa
- Página da Casa Oficina António Carneiro, na página da Câmara Municipal do Porto